# Марино (Ленинградская область)
Марино — деревня в Старопольском сельском поселении Сланцевского района Ленинградской области.

## История
Впервые упоминается в писцовых книгах Шелонской пятины 1498 года, как деревня Морино (Марьина у Марьинского болота) в Сумерском погосте Новгородского уезда.
Затем, деревня Марьина, состоящая из 25 крестьянских дворов, упоминается на карте Санкт-Петербургской губернии Ф. Ф. Шуберта 1834 года.

МАРИНЫ — деревня принадлежит её величеству, число жителей по ревизии: 79 м. п., 92 ж. п. (1838 год)

Деревня Марьина из 23 дворов отмечена на карте профессора С. С. Куторги 1852 года.

МАРИНА — деревня Гдовского её величества имения, по просёлочной дороге, число дворов — 27, число душ — 79 м. п. (1856 год)

МАРИНО (МАРВИНА) — деревня удельная при колодце, число дворов — 23, число жителей: 120 м. п., 97 ж. п.; Часовня православная. (1862 год) 

В XIX — начале XX века деревня административно относилась к Старопольской волости 2-го земского участка 1-го стана Гдовского уезда Санкт-Петербургской губернии.
Согласно Памятной книжке Санкт-Петербургской губернии 1905 года деревня образовывала Маринское сельское общество.
С марта 1917 года, деревня находилась в составе Шакицкого сельсовета Старопольской волости Гдовского уезда.
- Деревня Марино на карте 1919 года

Согласно карте Петроградской и Эстляндской губерний издания 1919 года деревня называлась Марьина, в деревне находилась деревянная часовня.
С февраля 1927 года, в составе Ложголовской волости Кингисеппского уезда.
С августа 1927 года, в составе Осьминского района.
С ноября 1928 года, в составе Велетовского сельсовета. В 1928 году население деревни составляло 295 человек.
По данным 1933 года деревня Марино входила в состав Велетовского сельсовета Осьминского района.
С 1 августа 1941 года по 31 января 1944 года, германская оккупация.
С 1961 года, в составе Старопольского сельсовета Сланцевского района.
С 1963 года, в составе Кингисеппского района.
По состоянию на 1 августа 1965 года деревня Марино входила в состав Старопольского сельсовета Кингисеппского района. С ноября 1965 года, вновь в составе Сланцевского района. В 1965 году население деревни составляло 37 человек.
По данным 1973 года деревня Марино входила в состав Поречского сельсовета
По данным 1990 года деревня Марино входила в состав Овсищенского сельсовета.
В 1997 году в деревне Марино Овсищенской волости проживал 1 человек, в 2002 году — 7 человек (все русские).
В 2007 году в деревне Марино Старопольского СП проживал 1 человек, в 2010 году — 10 человек.

## География
Деревня расположена в восточной части района на автодороге 41К-815 (Рудница — Марино).
Расстояние до административного центра поселения — 7 км.
Расстояние до ближайшей железнодорожной станции Веймарн — 59 км.
Деревня находится в верховьях реки Рудинка.

## Демография
| 1862 | 2007 | 2010 | 2017 |
| ---- | ---- | ---- | ---- |
| 217  | ↘1   | ↗10  | ↘1   |